# Яквинта, Винченцо
Винче́нцо Якви́нта (итал. Vincenzo Iaquinta; 21 ноября 1979, Кутро, Калабрия, Италия) — итальянский футболист, нападающий, выступал за сборную Италии, в составе которой выиграл чемпионат мира 2006 года.

## Карьера

### Ранние годы
Яквинта родился в пригороде Кротоне — Кутро. Его семья, как и многие другие калабрийцы в 1980-х годах, переехала в поисках лучшей жизни в северную Италию в провинцию Эмилия-Романья. Яквинта вместе с братом играл за клуб из Серии D — «Реджоло», проведя за него в сезоне 1996—1997 33 матча и забив 6 голов. В начале 1998 года игра Яквинты привлекла внимание более серьёзных клубов, и он перешёл в клуб Серии В «Падова». Присоединился к клубу в январе 1998 года, но через 6 месяцев был продан в клуб Серии С «Кастель-ди-Сангро», где играл в 1998—2000 годах. За это время стал ключевым игроком клуба, провёл за него 52 матча и забил 8 голов. Летом 2000 года перешёл в клуб Серии A «Удинезе».

### «Удинезе»
Первые два сезона не являлся игроком основы и выходил в основном на замены. За это время сыграл 42 матча и забил 5 голов. В третьем сезоне Яквинта уже стал полноправным игроком основы «Удинезе», проведя 28 матчей, забив в них 8 голов, и помог тем самым своему клубу попасть в еврокубки.
В сезоне 2003/04 провёл за клуб 32 матча и забил 11 голов. Следующий сезон стал ещё более удачным, с 15 голами в 39 матчах. В своем шестом сезоне в «Удинезе» Яквинта в 34 проведённых матчах забил 17 голов, в том числе оформил свой единственный хет-трик на групповой стадии Лиги чемпионов. В течение этого сезона Яквинта конфликтовал с руководством клуба, которое отказывалось подписывать новый контракт на выгодных для игрока условиях. В конце концов стороны пришли к соглашению, и был подписан новый трехлетний контракт. В сезоне 2006/07 Яквинта 30 раз выходил на поле и забил 14 мячей. Связка, образованная Яквинтой вместе с Антонио Ди Натале, была грозным оружием, и основной ударной силой клуба.
После удачного выступления на протяжении длительного времени интерес к Яквинте появился у грандов футбола Италии. Наибольший интерес проявил «Ювентус», который в итоге и купил нападающего.

### «Ювентус»
19 июня 2007 года Яквинта подписал на 5 лет контракт с «Ювентусом». который заплатил за трансфер нападающего 11,3 миллионов евро. В сезоне 2007/08 Яквинта часто оставался на скамейке запасных, проигрывая конкуренцию за место в основе двум другим форвардам туринского клуба Давиду Трезеге и Алессандро Дель Пьеро, которые на двоих забили за сезон 41 гол. Яквинта же в 29 матчах поразил ворота соперников всего 9 раз. Сезон 2008/09 начал опять на скамейке запасных, однако когда по очереди с травмами выбыли Трезеге и Амаури, Яквинта заменил их. В итоге, в 38 проведённых матчах за сезон, он забил 16 голов, в том числе юбилейный 600-й гол «Ювентуса» в истории еврокубков.
После увольнения Клаудио Раньери и назначения на пост главного тренера Чиро Феррары, Яквинта начал сезон 2009/10 основным форвардом «Ювентуса» и был им вплоть до того момента, когда в октябре получил травму и выбыл на полгода. Вернулся на поле в марте 2010 года.

## Карьера в сборной
Яквинта был членом сборной, выигравшей чемпионат мира 2006 года. Забил второй мяч в ворота Сборной Ганы в первом матче итальянцев на турнире. Сыграл в пяти из семи матчей Италии на турнире, включая полуфинал и финал.
Евро 2008 Яквинта пропускал из-за травмы.
На чемпионате мира в ЮАР Яквинта был игроком основы, провёл все три матча и забил один гол, с пенальти поразив ворота сборной Новой Зеландии.
Высокий, физически сильный нападающий. Обладал хорошо поставленным, сильным ударом. Мог играть на позиции вингера.

## Уголовное преследование
В декабре 2015 года Яквинте было предъявлено обвинение в хранении огнестрельного оружия и связях с калабрийской мафией ндрангетой. 31 октября 2018 он был приговорён к двум годам лишения свободы за незаконное хранение огнестрельного оружия; обвинения в помощи мафии были сняты. Отец футболиста Джузеппе Яквинта был приговорён к 19 годам лишения свободы.

## Статистика выступлений
| Клуб              | Сезон              | Лига | Лига | Кубки | Кубки | Еврокубки | Еврокубки | Другие | Другие | Итого | Итого |
| Клуб              | Сезон              | Игры | Голы | Игры  | Голы  | Игры      | Голы      | Игры   | Голы   | Игры  | Голы  |
| ----------------- | ------------------ | ---- | ---- | ----- | ----- | --------- | --------- | ------ | ------ | ----- | ----- |
| Реджоло           | 1996-1997          | 14   | 1    | -     | -     | -         | -         | -      | -      | 14    | 1     |
| Реджоло           | 1997- февраль 1998 | 19   | 5    | -     | -     | -         | -         | -      | -      | 19    | 5     |
| Реджоло           | Итого              | 33   | 6    | —     | —     | —         | —         | —      | —      | 33    | 6     |
| Падуя             | февраль-июнь 1998  | 13   | 3    | -     | -     | -         | -         | -      | -      | 13    | 3     |
| Падуя             | Итого              | 13   | 3    | —     | —     | —         | —         | —      | —      | 13    | 3     |
| Кастель-ди-Сангро | 1998-1999          | 25   | 3    | 3     | 0     | -         | -         | -      | -      | 28    | 3     |
| Кастель-ди-Сангро | 1999-2000          | 27   | 5    | -     | -     | -         | -         | -      | -      | 27    | 5     |
| Кастель-ди-Сангро | Итого              | 52   | 8    | 3     | 0     | —         | —         | —      | —      | 55    | 8     |
| Удинезе           | 2000-2001          | 14   | 2    | 2     | 0     | -         | -         | -      | -      | 16    | 2     |
| Удинезе           | 2001-2002          | 22   | 2    | 4     | 1     | -         | -         | -      | -      | 26    | 3     |
| Удинезе           | 2002-2003          | 26   | 7    | 2     | 1     | -         | -         | -      | -      | 28    | 8     |
| Удинезе           | 2003-2004          | 29   | 11   | 2     | 0     | 1         | 0         | -      | -      | 32    | 11    |
| Удинезе           | 2004-2005          | 31   | 13   | 6     | 2     | 2         | 0         | -      | -      | 39    | 15    |
| Удинезе           | 2005-2006          | 24   | 9    | 1     | 1     | 9         | 7         | -      | -      | 34    | 17    |
| Удинезе           | 2006-2007          | 30   | 14   | -     | -     | -         | -         | -      | -      | 30    | 14    |
| Удинезе           | Итого              | 176  | 58   | 17    | 5     | 12        | 7         | —      | —      | 205   | 70    |
| Ювентус           | 2007-2008          | 24   | 8    | 5     | 4     | -         | -         | -      | -      | 29    | 12    |
| Ювентус           | 2008-2009          | 28   | 12   | 3     | 0     | 7         | 3         | -      | -      | 38    | 15    |
| Ювентус           | 2009-2010          | 15   | 6    | -     | -     | 3         | 1         | -      | -      | 18    | 7     |
| Ювентус           | 2010-2011          | 19   | 4    | 1     | -     | 3         | 2         | -      | -      | 23    | 6     |
| Ювентус           | Итого              | 86   | 30   | 9     | 4     | 13        | 6         | —      | —      | 108   | 40    |
| Всего за карьеру  | Всего за карьеру   | 360  | 104  | 29    | 9     | 25        | 13        | —      | —      | 414   | 127   |

(откорректировано по состоянию на 31 мая 2011)

## Достижения

### Командные
Ювентус
- Чемпион Италии: 2012/13

Сборная Италии
- Чемпион мира: 2006

### Личные
- Лучший бомбардир Кубка Италии: 2007/08